# Dict.cc
dict.cc é um dicionário eletrônico multilíngue gratuito. Para uso offline, o dicionário pode ser baixado como arquivo de texto para diversos programas, entre os quais Windows, Apple iOS, Android.
O dicionário português-alemão já está em sua versão alfa, contando com mais de 56 mil traduções. Já o dicionário português-inglês ainda está em versão beta, com pouco menos de 14 mil traduções (5 de julho de 2017).

## História
O website foi desenvolvido pelo web designer austríaco Paul Hemetsberger (* 1977), e entrou na rede em 6 de novembro de 2002. Sua ideia inicial era criar uma enciclopédia, mas acabou mais tarde se decidindo pelo mercado de dicionários on-line. Em 2003, o site foi movido para um servidor próprio. O fundador pretende em alguns anos possibilitar a tradução de centenas de línguas através de seu site.

## Construção do vocabulário
Assim como o dicionário gratuito LEO, o dict.cc permite ao usuário acrescentar novas traduções. Mas, ao contrário do dicionário Leo, que possui uma redação, no dict.cc as novas traduções são controladas e aperfeiçoadas pelos próprios usuários antes de entrar no dicionário.

## Línguas
dict.cc faz traduções entre muitos pares de línguas, cada um dos quais mantido num subdomínio baseado no sistema ISO 639-1. Por exemplo, o subdomínio do dicionário inglês-português é denominado enpt.dict.cc, o subdomínio alemão-português, dept.dict.cc, o inglês-espanhol, enes.dict.cc, e assim por diante. A exceção é o dicionário alemão-inglês, que funciona no endereço padrão dict.cc.
No momento, o maior vocabulário pertence ao dicionário alemão-inglês. Em 2009 foram acrescentadas outras línguas, entre as quais o português, para a tradução para o alemão e inglês. Atualmente, existem 50 dicionários, entre os quais:
- Inglês
- Alemão
- Espanhol
- Francês
- Dinamarquês
- Checo
- Croata
- Sueco
- Italiano
- Albanês
- Islandês
- Sérvio
- Grego
- Finlandês
- Romeno
- Norueguês
- Bósnio
- Esperanto
- Polonês
- Eslovaco
- Russo
- Português
- Turco
- Latim
- Búlgaro